# Efterlyst (TV-program)
Efterlyst är ett program som startade 1990 i TV3, där man efterlyser uppgifter om brott som begåtts. Programmet är (2025) inne på sin 65:e säsong där Hasse Aro är och har varit programledare i närmare 60 av dessa säsonger. Det är därmed det program i svensk TV-historia som sänts längst med samma programledare.

## Historik
Programmet är ett samarbete mellan polisen i Sverige och TV3 där man efterlyser uppgifter om brott som begåtts. 
Programledare var vid starten 1990 förre länsåklagaren Brynolf Wendt, men redan 1991 tog Hasse Aro över och Wendt blev fast kommentator. Wendt avgick när han tillträdde som partiledare för SPI 1998 och ersattes av Leif G.W. Persson, vilken med undantag för vårsäsongen 2006 var programmets expertkommentator fram till och med vårsäsongen 2010. När Persson på hösten 2010 övergick till att arbeta med Veckans brott för Sveriges Television blev Tommy Lindström ny sakkunnig. Under 2011 tog advokaten och författaren Jens Lapidus över, som i sin tur efterträddes år 2012 av Tomas Bodström.
Fram till hösten 2008 direktsändes programmet från TV-huset varje torsdagskväll klockan 21.00 i TV3. Från höstsäsongen 2008 sänds programmet från Filmhuset på onsdagskvällar vid samma tid som förut. Ett 20-tal polisaspiranter tar emot tipssamtal angående de brottsfall som tas upp och två eller tre poliser från rikskriminalpolisen sammanställer tipsen. Flera undersökningar visar att 25 till 30 procent av de visade fallen klaras upp eller kompletteras med avgörande tips från Efterlyst. Hasse Aro prisades vid Kristallen som årets manliga programledare 2005 och 2007, och Efterlyst belönades med en Kristall för bästa Aktualitetsprogram 2008.
I början av 2014 lämnade Aro programmet och sände sitt sista avsnitt av Efterlyst innan OS 2014, efter mer än 20 år och 47 säsonger som programledare.
Aro efterträddes av Robert Aschberg, som tidigare jobbat med samhällsprogrammet Sanning och konsekvens, och Jenny Gourman Strid, som dessförinnan varit reporter på Efterlyst i sex år.
Hösten 2014 beslutade TV3 att, efter 49 säsonger, från och med våren 2015 lägga ned programmet i dess dittillsvarande form.
Hösten 2015 flyttade så programmet till TV8 och sändes sin 50:e säsong under namnet "Nya Efterlyst" med Katarina Wennstam, Hasse Brontén och Tage Åström som programledare. Programmet sändes dock bara en säsong.
Efter att programmet hade legat nere 2016–2017, startades det upp igen 2018 med Hasse Aro som programledare för programmets 51:a säsong och flyttades samtidigt tillbaka till TV3. Våren 2025 är Aro alltjämt programledare och programmet sänds i sin 65:e säsong.

### Ikaroslistan
Ikaroslistan var en förteckning framtagen av Rikskriminalpolisen över Sveriges mest efterlysta brottslingar, utvalda från en större lista över internationellt eftersöka förbrytare. Namnet kommer från hjälten Ikaros i grekiska mytologin. Listan offentliggjordes av Tommy Hydfors, tillförordnad chef för Rikskriminalen, den 8 september 2010 i Efterlyst, och uppdaterades 19 september 2011. Den förefaller inte ha använts i senare säsonger av programmet.